# Klintholm Gods
Klintholm Gods er et gods i Magleby Sogn på Østmøn. Det består af ca. 110 bygninger, hvoraf de fleste er udlejet enten enkeltvis eller opdelt i flere lejemål. Meget store dele af det østlige Møn har været – og er i betydeligt omfang fortsat – i godsets besiddelse.

## Klintholm Gods' historie
I 1769 blev det mønske krongods opdelt i 5 hovedgårde, hvoraf Klintholm blev gods nr. 5, og udbudt til salg. Samme år kom godset på auktion i Stege og købt af Hans Tersling på Falster for 50.000 rigsdaler; men allerede i 1774 (med skøde 1777) blev det solgt til købmand Ditlev Staal fra Stubbekøbing for 42.358 rigsdaler. En større gård, Pølsegården, som Tersling ikke havde kunnet overtage sammen med godset, blev sat til salg, og Staal overtog også denne. Den har formentlig fungeret som bopæl for Staal, mens de første bygninger blev opført på Klintholm i årene 1778-80. Der blev opført staldlænge, mejeri, lade, kornmagasin og et forvalterhus. I 1788 var gården færdigbygget, og Staal flyttede dertil. Han døde imidlertid i 1797 på Klintholm. Hans enke solgte i 1798 for 102.000 rigsdaler godset til justitsråd Jacob Brønnum Scavenius, som i forvejen ved investering af en formue optjent i Ostindien ejede Gjorslev med Stevns Klint, Søholm og Erikstrup.
Han blev boende på Gjorslev med sin hustru Karine Lucia Debes og havde yderligere en residens i Skindergade i København. I årene 1801-04 udskiftede han de 4 omkringliggende landsbyer – Busene, Mandemarke, Busemarke og Magleby – og af overskudsjorden oprettede han 8 nye husjordlodder. Han føjede en del bygninger til hovedgården, og i 1803 blev Stengården beliggende i den vestlige udkant af Klinteskoven ved landsbyen Busene opført med en lade af kampesten. I dag er Stengården indrettet som Bed & Breakfast med mulighed for en bondegårdsferie.
I årene indtil hans død opkøbte han flere ejendomme på Møn. Borre enge, Magleby Overdrev, Busene Haver, Stubberup Haver, Bøgeholt, Bjergene, Råby Ovede, Tiendegården, Stubberup by samt Elmelunde Kirke blev opkøbt og føjet til Klintholms jorder, og godset bestod efterhånden af 81 gårde, 101 huslodder, Øster Mølle (nedlagt efter en brand), en skole i Mandemarke (i dag ombygget til beboelsesejendom) samt to kirker. 
Ved hans død i 1820 overtog enken Karine driften af Klintholm og fortsatte med at udbygge godset. I 1819 var købmand Staals driftsbygninger på hovedgården brændt, så hun byggede en ny lade og en ny stald. Fanefjord Kirke blev købt i 1825. Desuden blev der opført to bindingsværksboliger, et skovriderhus, et kalkbrænderi, et teglværk, en tømrerbolig, en murermesterbolig, et hus ved Trylledansen i Klinteskoven, et hus i Normannsmarken, et hus i Møllemarken og en degnebolig i Magleby. 
Da hun døde i 1825, blev godserne på Sjælland overdraget til den ældste søn, Peder Brønnum Scavenius, mens Klintholm overgik til den næstældste, Lucas Frederik Scavenius, som imidertid året efter solgte godset til den ældre broder.
Til erstatning for den hovedbygning, som var brændt i 1819, opførtes i 1838 en ny hovedbygning kaldet Kammerherreboligen. I 1842 byggede Peder en stor lade med en port, som bærer hans initialer: P.B.S., som var hovedindgang til godsbygningerne. Han købte i 1833 de arealer, som blev rammen om Søndergård ved Klintholm Havn. 
Ved Peders død i 1868, arvede sønnen Jacob Gjorslev og sønnen Carl Klintholm, hvortil han flyttede året efter. Han havde forinden giftet sig med Thyra Castonier, der var yngre søster til Jacobs hustru, Louise. Det betød, at Klintholm for første gang siden Staal blev fast beboet af sin ejer.

## Ny hovedbygning
I 1873-75 lod Carl opføre en ny hovedbygning i hollandsk renæssancestil efter tegninger af arkitekt August Klein og delvis finansieret ved salg af fæstegårde. Den ny hovedbygning havde karakter af et lille slot ikke ulig Rosenborg. 
Under hans drift udviklede Klintholm turismen, og Hunosøgård, Stengården, Langebjerggård og Søbadet i Klintholm Havn blev indrettet som pensionater. Desuden byggede Carl kampestenshusene Klintholm Gl. Smedje og i 1872 Stenhuset, også tegnet af August Klein, i Karensby. Ligeledes opførtes Skovridergården, Kobbelgården, og i 1914 den Røde Lade, som faldt i en efterårsstorm i 1967, hvor stumper af den spredtes rundt på Østmøn, flere mindre huse, og i Klintholm Havn byggede han Magasinbygningen og Skibsprovianteringen.
Store Klint var forpagtet ud til R.B. Christensen, som byggede både en pavillon og et hotel, som senere overgik til Klintholm.
Under Carl blev store dele af Jydelejet tilplantet med gran. Godset tog i slutningen af 1800-tallet initiativ til etableringen af Klintholm Havn, der bl.a. var anlagt med henblik på at kunne fungere som udskibningshavn til Tyskland, hvilket forudsatte bygning af en bro til Sjælland og etableringen af en jernbaneforbindelse. Dette lykkedes ikke på grund af lokal modstand, og bl.a. derfor flyttede han i 1890 med familien til København og kom herefter kun på Klintholm i sommerhalvåret. 
Parret fik 10 børn, som alle blev født på Klintholm, heriblandt Erik Scavenius (1877-1962), den senere statsminister.
Da Carl døde i 1901, overtog enken Thyra driften af godset, indtil hun i 1918 overlod det til sønnen Sophus, som havde fungeret som godsforvalter siden 1900. Sønnen Ove, der var komponist, havde et svagt helbred og boede på godset; men ved Thyras død arvede han en del penge, som han købte Lundevangsgård ved Klintholm Havn for.
Sophus var i 1908 blevet gift med Gerda Monrad Hansen (1886-1959) og boede herefter i den gamle hovedbygning (Kammerherreboligen). Han afstod Klintholm Havn til Magleby og Borre sogne, da den ikke havde fået den forventede økonomiske betydning, men snarere var en belastning, og ligeledes blev kirkerne frigivet.
I 1945 blev godset overdraget til sønnen Carl Christian Scavenius, som i 1943 var blevet gift med Birte Rist. De bosatte sig i den nye hovedbygning. Kobbelgården blev i 1953 indrettet som fåreavlsforsøgsstation under Statens Husdyrsbrugsudvalg, men blev i 1962 afløst af kanindrift. Carl Christians største satsning indenfor landbruget var kødkvægproduktion, hvor Klintholm som de første i Danmark indførte Herefordkvæg.
Under Carl Christian blev turismen yderligere udviklet, og Hotel Hunosøgård blev moderniseret og udvidet, ligesom Camping Møns Klint, som var etableret i 1945, blev udviklet. Ved Møns Klint blev der opført cafeteria, museum og legeplads, og hotellet blev moderniseret. 
I 1970 solgte Klintholm gods Stubberup Have med 100 tdr. land skov til Dronning Margrethe 2.
Carl Christian og Birte fik tre børn. De blev i 1966 skilt, hvorefter han blev gift med Yvonne Westermann, og de flyttede over i den gamle hovedbygning fra 1838. I 1972 blev godset overdraget til sønnen Peter, men Carl Christian fortsatte med at stå for driften til 1982, hvor sønnen Peter flyttede ind på Klintholm. 
I begyndelsen af 1980'erne blev Klintholm Gods fredet og Møns Klint solgt. En fredning havde tidligere været overvejet, idet Thyra i 1917 havde tilbudt Rigsdagen at frede Møns Klint mod en erstatning på 145.000 kr., hvilket blev afslået. Da Carl Christian Scavenius i 1973 truede med at udvinde grus fra Mandemarke Bakker, blev sagen imidlertid igen taget op.
I 1980 blev Møns Klint solgt til staten, Jydelejet blev overtaget af staten i 1983, og staten købte i 1992 Høvblege og Mandemarke Bakker.
Godsets økonomi blev rationaliseret i løbet af 1980'erne ved salg af Råby Ovede, Risbækhusene og husene ved Søndergård, Kobbelgården og Humlegården, og i 1991 blev jorden til Langebjerggård solgt fra. 
I 1993 gik en stald og en lade med forpagterens maskinpark til i en brandstorm. Det gav anledning til, at Peter Scavenius selv overtog driften. 
I 1940'erne blev der konstateret ægte hussvamp i den nye hovedbygning. Gentagne forsøg på at bekæmpe svampen hjalp ikke, og da familien i 1964 flyttede over i Kammerherreboligen, fik svampen optimale vækstbetingelser og spredte sig hurtigt til vitale dele af huset. I 1975-80 blev træværket i en stor del af kælderen fjernet, og i 1983 blev indboet solgt på auktion. I 1992 blev huset besigtiget af Miljøministeriets Fredningskontor, og det blev konstateret, at svampeangrebet nu var så fremskredet, at der ikke var mulighed for at frede bygningen. Den nye hovedbygning blev revet ned i 2000.
Klintholm Gods er på 1240 hektar med Søndergård
Ejere af Klintholm:
- (1769-1774) Hans Tersling
- (1774-1797) Ditlev Staal
- (1797-1798) Karen Staal
- (1798-1820) Jacob Pedersen Brønnum Scavenius
- (1820-1825) Karine Lucie Debes
- (1825-1826) Lucas Frederik Brønnum Scavenius
- (1826-1864) Peder Brønnum Scavenius
- (1864-1901) Carl Sophus Brønnum Scavenius
- (1901-1945) Carl Sophus Brønnum Scavenius
- (1945-1972) Carl Christian Brønnum Scavenius
- (1972-2007) Carl Peter Brønnum Scavenius
- (2007-) Carl Peter Brønnum Scavenius / Carl Gustav Jacob Brønnum Scavenius